# Вентиляторна установка
Вентиля́торна установка, вентиляторна устава (рос. вентиляторная установка, англ. fan unit,  ventilation plant; нім. Lüfteranlage) — спеціальне обладнання, а на шахтах також комплекс пристроїв, споруд та інш. для провітрювання підземних і відкритих гірничих виробок.
Шахтна вентиляторна установка складається з шахтного вентилятора з робочим і резервним електродвигунами, дифузора, глушника шуму, підводно́го та обвідного каналів, ляд для реверсування повітряного струменя, лебідок для переміщення ляд, вихідного каналу. Крім того, до вентиляторної установки належать: пускова, контрольно-вимірювальна, розподільна та захисна апаратура, апаратура дистанційного керування, допоміжне обладнання для управління повітряними струменями, будівлі. На шахтах, небезпечних по газу та пилу, до складу вентиляторної установки входить другий однотипний резервний вентилятор з двигуном. Реверсивні пристрої забезпечують зміну напряму вентиляційного струменя не більш ніж за 10 хв. Об'єм повітря, що надходить у шахту в реверсивному режимі провітрювання, не менше 60 % його кількості при нормальному режимі. Встановлена потужність великих вентиляторних установок досягає 5000 кВт.
Кар'єрні вентиляторні установки призначені для подачі в застійні зони кар'єрів свіжого повітря, винесення забрудненого повітря за межі кар'єрного простору, а також для активної нейтралізації шкідливих домішок повітряно-водяними струменями. В умовах діючого кар'єру найдоцільніше використання струменевих самохідних і пересувних вентиляторних установок на залізничному, автомобільному, гусеничному шасі. Розрізнюють струменеві вентиляторні установки, що створюють ізотермічні, неізотермічні і конвекційні струмені. Характеристики відомих вентиляторних установок мають широкий діапазон значень: потужність 1000—1200 кВт, далекобійність струменя до 1300 м, початкові витрати повітря 125-4000 м3/с.